# Koncert aniołów
Koncert aniołów – fragment obrazu olejny hiszpańskiego malarza pochodzenia greckiego Dominikosa Theotokopulosa, znanego jako El Greco.

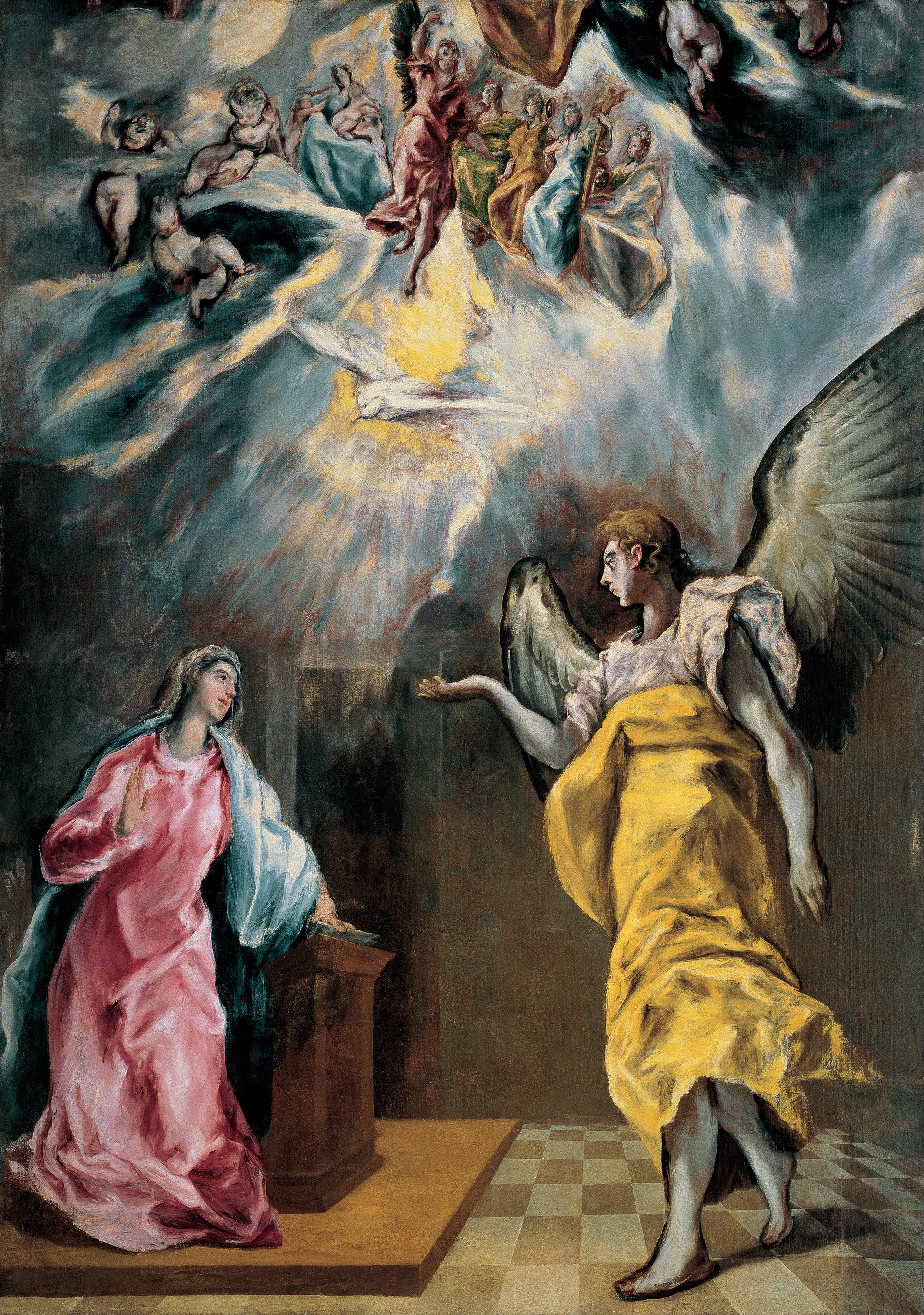
Zwiastowanie ze Szpitala Tavera

Początkowo obraz stanowił całość ze Zwiastowaniem ze Szpitala Tavera (znajdował się w górnej części pracy). Pod koniec XIX wieku płótno zostało rozcięte.

## Opis obrazu
Obraz przedstawia grupę aniołów z instrumentami muzycznymi i ze świętymi księgami. Ustawieni są w okręgu, jeden z nich stoi tyłem do widza. Scena utrzymana jest w stylu barokowym z elementami manieryzmu: wydłużone głowy i anatomii postaci, tyłem stojący anioł. Ciężkie, kolorowe szaty ukrywają budowę anatomiczną aniołów. Według niektórych historyków sztuki, niektóre elementy zwłaszcza w dolnej części są autorstwa Jorge Manuela, syna El Greco i Felixa Castela.